# محمد الخال
الشيخ  محمد الخال (1904- 1989) مفسر للقرآن الكريم وقاضي كردي عراقي، ومؤلف لغوي في اللغة الكردية وآدابها أحد اعيان مدينة السليمانية، وأحد المشايخ الذين كان لهم نشاط اجتماعي كبير في مناطق السليمانية ، يعده البعض من ابرز اعلام الكرد في التاريخ المعاصر شهرة وإنتاجاً، إذ الف العديد من المصنفّات وشغل العديد من المناصب القيادية في الدولة والمجتمع.

## مواليده ونشأته
ولد الشيخ  محمد بن علي بن أمين الخال  عام 1322هـ - 1904 م في محافظة السليمانية منحدراً من اسرة كردية عُرفت بآدابها وتراثها وتقاليدها، تعود بنسبها إلى الشيخ أبو بكر المصنّف، وقد عُرف عن أفرادها حب العلوم الدينية والأدب ودراستها وتدريسها والتأليف فيها... وقد درس اباؤه في مدرسة بقرب قرية مريوان وفي قلاجوالان، ثم في السليمانية وحرصوا في كل مدرسة يدرسون فيها على جمع الكتب والعناية بحفظها مع التمسك بالدين والحرص على توضيح تعاليمه وغرسها في نفوس الطلبة والأهلين، كما عٌرف عنهم اهتمامهم الشديد بتشجيع التأليف باللغة الكردية والمحافظة على التقاليد والآداب والموروثات الكُردية.
وفي فترة صبا محمد الخال بعد أن بلغ التاسعة من عمره تربّى برعاية جده الشيخ أمين الخال وهو من الوجوه البارزة بين العوائل الكوردية يومذاك، فختم القرآن الكريم، وتابع دراسته لكتب الدين والنحو والأدب باللغة العربية وكان من أبرز اساتذته الشيخ عمر امين القره داغي، وبعد أن اجيز في العالمية تابع تدريسه ومطالعاته وعني بصورة خاصة بدراسة تفسير المنار للشيخ محمد رشيد رضا ومؤلفات الشيخ محمد عبده.

## حياته وعمله
دخل سلك القضاء في أواخر 1939م فعمل قاضياً في محافظات السليمانية وكركوك والموصل ثم عضواً في مجلس التمييز الشرعي، وظل في عمله إلى سنة 1967 م عندما أحيل إلى التقاعد لبلوغه السن القانونية. 
اختير في سنة 1954م عضواً بارزاً في المجمع العلمي بدمشق، ولما تشكل المجمع العلمي العراقي في سنة 1978 م كان الشيخ محمد الخال من أبرز اعضائه.. وكان عضواً في المجمع العلمي الكردي وشغل منصب نائب رئيس المجمع فيه.
وكان له تأثير فاعل في الحث على التأليف باللغة الكردية وبتأريخ الكرد قديماً وحديثاً.

## مؤلفاته ومنشوراته
تابع اهتمامه بالمعرفة ونشرها، فنشر في مجلة المجمع العلمي وفي عدد من المجلات التي تصدر في العراق، مقالات أدبية كما عالج كثيراً من القضايا الاجتماعية والدينية وأسهم في صياغة المصطلحات في قوالب لغوية وعلمية رصينة. 
- عمل على تفسير القرآن الكريم إلى اللغة الكردية فنشر تفسيراً للجزء الثلاثين من القرآن الكريم باللغة الكردية في سنة 1935م، ثم أتبع ذلك بتفسير تسعة أجزاء أخرى.كما ألف رسالة في تفسير سورة الفاتحة ثم نشر تفسير الخال، وطبع منه ستة أجزاء شملت سورة البقرة وسورة آل عمران وسور الاجزاء الأخيرة من القرآن الكريم

- الف رسالة في فلسفة الدين الإسلامي ورسالة في سيرة الرسول الأعظم ضمنها عددا من القصائد التي كانت تتلى في الموائد.
- ألف في تراجم الشخصيات كتاباً في سيرة حياة الشاعر ملا محمد خاكي، وفي سيرة جمال الدين الأفغاني، وفي حياة محمد فيضي الزهاوي في بغداد.
- الف (انين الفؤاد) وهو مقالات علمية ودينية واجتماعية في أربعة اجزاء.
- وتاريخ الكورد
- اهتم باللغة الكردية وآدابها وأولاها عناية خاصة فأعد للنشر كتباً في اللغة الكردية، فألف قاموس الخال وهو قاموس واسع يضمّ ما يقارب (40000) كلمة كوردية بمختلف لهجاتها. وألف كتاباً في الأمثال الكردية، ورتبها على ترتيب حروف الهجاء، وبحثاً في المؤنثات السماعية وفي السوابق واللواحق في قواعد اللغة الكردية.
- وهيأ للنشر أيضا مجموعة خطب عصرية في غاية البيان والإيجاز والتعبير عن المقصد.
- كما الف في العربية كتاباً عن حياة الشيخ عبد الله البينوني ضم كثيراً من اشعاره وقصائده وآثاره المخطوطة.. كما ألف كتاباً في سيرة الشيخ معروف النودهي البرزنجي.. ونشر أيضاً بحثاً عنوانه حلقة مفقودة من تاريخ البصرة، وتأريخ الأمارة الافراسيابية في البصرة وطبع كتاب كنز الألسن لأحمد فائز البرزنجي، مع تعليقات قيمة.
- أعد للنشر حواشي على كتاب البرهان في علم المنطق لإسماعيل الكلنبوي وحواشي على كتاب سعد الله الصغير في علم النحو وعلى شرح السيد عبد الله على حاشية ابن الحاجب في علم الصرف، وعلى كتاب الاداب في علم المناظرة للملا اساعيل الكلنبوي.

## وفاته
بعد مسيرة علمية حافلة بالعديد من الأحداث، وقف به المطاف فأنتقل إلى جوار ربه يوم الجمعة 13 ذو الحجة /1409هـ، الموافق 15 يوليو (تموز) 1989 م بعد مرض عضال أقعده في الفراش أكثر من سنتين.
قامت أسرة العلامة محمد الخال بإهداء المكتبة الخاصة بالشيخ محمد الخال إلى مؤسسة (زين) لاحياء التراث الوثائقي والصحفي الكردي في السليمانية، إذ ضمت المكتبة أكثر من (1750) عنواناً موزعة بين الكتب الكردية والعربية والمخطوطات القديمة. بلغت الكتب العربية منها (1298) كما بلغت الكتب الكردية أكثر من (375) كتاباً إضافة إلى الكتب الفارسية والتركية والعثمانية والروسية والإنكليزية.